# Ajugoideae
Ajugoideae es una subfamilia de plantas con flores perteneciente a la familia Lamiaceae. Reemplaza la anterior subfamilia Teucrioideae.

## Subdivisiones
Tribu Caryopterideae (Schauer, in D.C. & alt., 1847) Benth. & Hook.f., 1829
- Caryopteris Bunge, 1835
- Trichostema  Linnaeus, 1753
- Clerodendrum C. Linnaeus, 1753
- Rotheca Raf.
- Faradaya F. von Mueller, 1865
- Glossocarya N. Wallich ex W. Griffith, 1843
- Hosea
- Huxleya A.J. Ewart, in A.J. Ewart & B. Rees, 1912
- Rubiteucris Kudo, 1929
- Karomia Dop, 1932
- Oxera Labillardière, 1824
- Peronema Jack, 1822
- Petraeovitex D. Oliver, 1883
- Schnabelia
- Tetraclea A. Gray, 1853

Tribu Ajugeae  Benth., 1829
- Garrettia Fletcher, 1937
- Ajuga  C. Linnaeus, 1753
- Acrymia D. Prain, 1908
- Cymaria Bentham, 1830
- Holocheila (Kudo) S. Chow, 1962

Tribu Monochileae Briq., in Engl. & Prantl, 1895
- Aegiphila N.J. Jacquin, 1767
- Amasonia Linnaeus f., 1782, nom. cons.
- Monochilus  F.E.L. Fischer & C.A. Meyer, 1835

Tribu Teucrieae Dumort., 1827
- Teucrium  C. Linnaeus, 1753
- Teucridium J.D. Hooker, 1853
- Spartothamnella Briquet, in Engler & Prantl, 1895
- Oncinocalyx F. von Mueller, 1883[2]